# 高所蕴
高所蕴（?—?），字尔施，号宏室。淄川人。
高汝登之孫，高舉之子，万历壬子（1612年）考取副榜，赠授中憲大夫、通奉大夫、宗人府府丞。长於经学。娶兵部尚书王象之女。當時高所蕴並無功名，王夫人毕氏不满意這婚事，但王象乾坚持联姻。妻王氏二十八岁卒，继娶袁氏。著《无生诠》等书。有二子高玮、高珩。